# Eltek
Eltek — це світовий фахівець з переробки електроенергії, який розробляє та продає системи для телекомунікацій та промислових застосувань. Компанія розташована в місті Драммен, Норвегія. Станом на 2018 рік у ньому працює приблизно 2000 співробітників із офісами в 40 країнах 

## Історія
Компанія бере свій початок з 1970 року. У 1998 році вона була зареєстрована на фондовій біржі в Осло   під назвою Eltek ASA. У 2007 році компанія придбала у штаті Техас Valere Power.   
У 2015 році Eltek ASA була придбана компанією Delta Electronics, була виключена з фондової біржі Осло та змінила свою назву на Eltek Power Systems AS.   Зараз вона просто відома як Eltek і продовжує діяти як підрозділ Delta Group. 